# Radcliffe Observatory

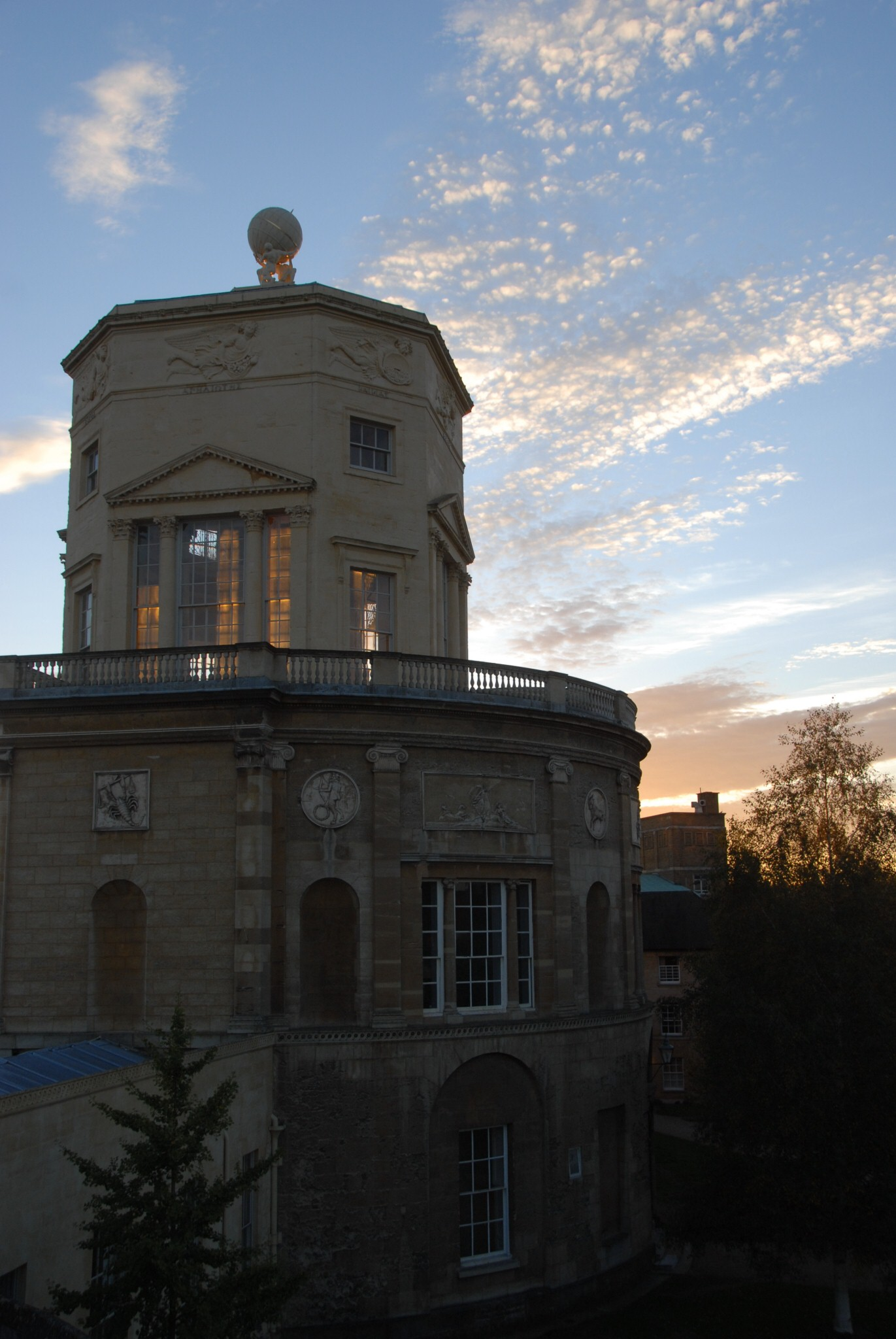
Radcliffe Observatory, Oxford

Das Radcliffe Observatory war eine Sternwarte der Oxford University von 1773 bis 1934 in Oxford, England und zwischen 1934 und 1972 in Pretoria, Südafrika. 
Das Observatorium wurde durch John Radcliffe (um 1652–1714) gegründet und ist nach ihm benannt. Das Gebäude wurde nach Entwürfen von Henry Keene und James Wyatt, die sich an den Turm der Winde von Athen anlehnen, errichtet und 1794 fertiggestellt. Das größte Teleskop war seit 1901 der Doppelrefraktor mit 60 und 45 cm Objektivdurchmesser.
Aufgrund der zunehmend schlechteren Beobachtungsmöglichkeiten nahe der wachsenden Stadt Oxford wurde die Sternwarte 1934 von der Radcliffe-Stiftung verkauft und in Pretoria neu errichtet. Es wurde, verzögert durch den Zweiten Weltkrieg und technische Schwierigkeiten, 1948 mit dem Radcliffe Telescope, einem Spiegelteleskop mit 188 cm Durchmesser ausgestattet; einem der größten Teleskope dieser Zeit. Jedoch  verschlechterten sich auch dort die Beobachtungsmöglichkeiten aus dem gleichen Grund, so dass die Sternwarte schließlich mit anderen Einrichtungen in den 1970ern zum South African Astronomical Observatory in der Nähe der Stadt Sutherland zusammengezogen wurde. Auch das Radcliffe Telescope wurde 1977 dorthin verlagert. 
Das Gebäude in Oxford wird weiterhin von der Universität genutzt, während die Instrumente aus dieser Zeit im Museum of the History of Science zu sehen sind. Der Doppelrefraktor wurde von dem University of London Observatory gekauft und befindet sich dort seit 1938 auf dem Mill Hill im wissenschaftlichen Betrieb.